# Badminton Open Saarbrücken 2005
Die Bitburger Open 2005 (offiziell Bitburger Badminton Open 2005) im Badminton fanden vom 4. bis zum 9. Oktober 2005 in Saarbrücken statt. Das Preisgeld betrug 30.000 US-Dollar, was dem Turnier zu einem Ein-Sterne-Status in der IBF-Kategorisierung verhalf.

## Austragungsort
Saarlandhalle, Saarbrücken

## Sieger und Platzierte
| Disziplin    | Gold                                 | Silber                                | Bronze                           |
| ------------ | ------------------------------------ | ------------------------------------- | -------------------------------- |
| Herreneinzel | Kasper Ødum                          | Leonard Holvy de Pauw                 | Marc Zwiebler                    |
| Herreneinzel | Kasper Ødum                          | Leonard Holvy de Pauw                 | Eric Pang                        |
| Dameneinzel  | Xu Huaiwen                           | Xing Aiying                           | Petra Overzier                   |
| Dameneinzel  | Xu Huaiwen                           | Xing Aiying                           | Ikue Tatani                      |
| Herrendoppel | Tony Gunawan Halim Haryanto          | Mike Beres William Milroy             | Roman Spitko Michael Fuchs       |
| Herrendoppel | Tony Gunawan Halim Haryanto          | Mike Beres William Milroy             | Kristof Hopp Ingo Kindervater    |
| Damendoppel  | Nicole Grether Juliane Schenk        | Ikue Tatani Aya Wakisaka              | Lim Pek Siah Chor Hooi Yee       |
| Damendoppel  | Nicole Grether Juliane Schenk        | Ikue Tatani Aya Wakisaka              | Seiko Yamada Shizuka Matsuo      |
| Mixed        | Vladislav Druzchenko Johanna Persson | Daniel Shirley Sara Runesten-Petersen | Rasmus Bonde Christinna Pedersen |
| Mixed        | Vladislav Druzchenko Johanna Persson | Daniel Shirley Sara Runesten-Petersen | Mike Beres William Milroy        |

## Finalergebnisse
| Disziplin    | Sieger                               | Finalist                              | Ergebnis         |
| ------------ | ------------------------------------ | ------------------------------------- | ---------------- |
| Herreneinzel | Kasper Ødum                          | Leonard Holvy de Pauw                 | 15-6 15-9        |
| Dameneinzel  | Xu Huaiwen                           | Xing Aiying                           | 11-3 11-2        |
| Herrendoppel | Tony Gunawan Halim Haryanto          | Mike Beres William Milroy             | 15-3 15-6        |
| Damendoppel  | Nicole Grether Juliane Schenk        | Ikue Tatani Aya Wakisaka              | kampflos         |
| Mixed        | Vladislav Druzchenko Johanna Persson | Daniel Shirley Sara Runesten-Petersen | 15-11 11-15 15-6 |

## Herreneinzel Qualifikation
- Sebastian Rduch –  Philipp Knoll: 12-15 / 17-15 / 15-2
- Neven Rihtar –  Jens Janisch: 15-9 / 15-4
- Hannes Käsbauer – : w.o.
- Yohannes Hogianto –  Stephan Löll: 15-7 / 5-15 / 15-13
- Jan Schwarz –  Victoria Perez: w.o.
- Lionel Warnotte –  Georgios Konstantopoulos: 15-1 / 15-3
- Dieter Domke –  Avril Sloane: w.o.
- Matthias Becker –  Manfred Helms: 15-6 / 15-1
- Guntur Hariono –  Dorte Steenberg: w.o.
- Julien Tchoryk –  Denis Nyenhuis: w.o.
- Michael Andrey – : w.o.
- Radoslav Simeonov –  Heiko Müller: 15-8 / 15-5
- Lukas Schmidt –  Elizaveta Dokudaeva: w.o.
- Jeroen van Moorst –  Sebastian Kreibich: w.o.
- Oliver Roth –  Daniel Reynisson: 15-6 / 15-0
- Marc Hannes –  Frederic Gaspard: 15-5 / 15-7
- Neven Rihtar –  Sebastian Rduch: 17-14 / 15-7
- Yohannes Hogianto –  Hannes Käsbauer: 15-9 / 15-1
- Lionel Warnotte –  Jan Schwarz: 15-9 / 15-5
- Dieter Domke –  Matthias Becker: 15-5 / 15-7
- Guntur Hariono –  Julien Tchoryk: 15-12 / 15-4
- Radoslav Simeonov –  Michael Andrey: 15-7 / 15-11
- Lukas Schmidt –  Jeroen van Moorst: 15-13 / 15-4
- Marc Hannes –  Oliver Roth: 15-7 / 15-3

## Herreneinzel
- Elie Balligand –  Lukas Schmidt: 17-15 / 15-0
- Andrés Corpancho –  Marco Fux: 15-12 / 15-7
- Geoffrey Bellingham –  Yong Yudianto: 15-11 / 15-8
- Nabil Lasmari –  David Jaco: 15-12 / 15-10
- Nicholas Kidd –  Marcus Jansson: w.o.
- Yusuke Shinkai –  Matthias Kuchenbecker: 15-7 / 15-6
- Kasper Ødum –  Lionel Warnotte: 15-4 / 15-1
- Koen Ridder –  Marcel Reuter: 15-13 / 10-15 / 15-13
- Sairul Amar Ayob –  Stanislav Kohoutek: 17-14 / 15-6
- Peter Mikkelsen –  Olivier Andrey: 15-5 / 15-5
- Andrew Smith –  Guntur Hariono: 15-13 / 15-5
- Dharma Gunawi –  Matthieu Lo Ying Ping: 3-15 / 15-5 / 15-4
- Marc Zwiebler –  Neven Rihtar: 15-7 / 15-4
- Hugi Heimersson –  Jon Lindholm: 15-10 / 15-3
- Michael Christensen –  Scott Evans: 15-12 / 15-7
- Anup Sridhar –  Simon Maunoury: 15-1 / 15-5
- Krasimir Jankov –  Yuhan Tan: 15-11 / 6-15 / 15-13
- Joachim Persson –  Sven Eric Kastens: 15-8 / 15-9
- George Rimarcdi –  Marc Hannes: 15-8 / 15-9
- Leonard Holvy de Pauw –  Sebastian Schöttler: 15-6 / 15-1
- Dieter Domke –  Georgios Charalambidis: 15-6 / 15-3
- Jens-Kristian Leth –  Raju Rai: 15-3 / 15-10
- Olivier Fossy –  Daniel Benz: 15-11 / 12-15 / 15-5
- Björn Joppien –  Greg Bury: 15-4 / 15-1
- Niluka Karunaratne –  Erwin Kehlhoffner: 13-15 / 15-9 / 15-7
- Radoslav Simeonov –  Hendrik Westermeyer: 15-12 / 15-8
- Sune Gavnholt –  Arnd Vetters: 12-15 / 15-4 / 17-16
- Eric Pang –  Jan Vondra: 15-4 / 15-7
- Vladislav Druzchenko –  John Gordon: 11-15 / 15-11 / 15-5
- Arvind Bhat –  Yohannes Hogianto: 15-7 / 15-13
- Andreas Wölk –  Christian Bösiger: 15-6 / 15-9
- Niels Christian Kaldau –  Magnus Sahlberg: 15-13 / 15-1
- Elie Balligand –  Andrés Corpancho: 15-17 / 15-8 / 15-12
- Geoffrey Bellingham –  Nabil Lasmari: 15-10 / 15-10
- Nicholas Kidd –  Yusuke Shinkai: 15-5 / 17-15
- Kasper Ødum –  Koen Ridder: 15-8 / 15-4
- Sairul Amar Ayob –  Peter Mikkelsen: 15-8 / 15-8
- Andrew Smith –  Dharma Gunawi: 15-4 / 15-7
- Marc Zwiebler –  Hugi Heimersson: 15-2 / 15-7
- Michael Christensen –  Anup Sridhar: 5-15 / 15-10 / 15-13
- Joachim Persson –  Krasimir Jankov: 6-15 / 15-5 / 15-3
- Leonard Holvy de Pauw –  George Rimarcdi: 15-11 / 15-9
- Jens-Kristian Leth –  Dieter Domke: 15-7 / 15-8
- Björn Joppien –  Olivier Fossy: 15-10 / 15-10
- Niluka Karunaratne –  Radoslav Simeonov: 15-2 / 15-4
- Eric Pang –  Sune Gavnholt: 15-4 / 15-4
- Vladislav Druzchenko –  Arvind Bhat: 15-10 / 15-13
- Niels Christian Kaldau –  Andreas Wölk: 15-3 / 15-5
- Geoffrey Bellingham –  Elie Balligand: 15-8 / 15-3
- Kasper Ødum –  Nicholas Kidd: 15-10 / 15-6
- Sairul Amar Ayob –  Andrew Smith: 11-15 / 15-10 / 15-11
- Marc Zwiebler –  Michael Christensen: 15-8 / 8-15 / 15-8
- Leonard Holvy de Pauw –  Joachim Persson: 15-9 / 10-15 / 15-9
- Jens-Kristian Leth –  Björn Joppien: 15-7 / 15-11
- Eric Pang –  Niluka Karunaratne: 14-17 / 15-8 / 15-9
- Vladislav Druzchenko –  Niels Christian Kaldau: 6-15 / 15-4 / 15-9
- Kasper Ødum –  Geoffrey Bellingham: 15-12 / 8-15 / 15-12
- Marc Zwiebler –  Sairul Amar Ayob: 15-10 / 11-15 / 17-15
- Leonard Holvy de Pauw –  Jens-Kristian Leth: 15-10 / 13-15 / 15-9
- Eric Pang –  Vladislav Druzchenko: 15-6 / 15-10
- Kasper Ødum –  Marc Zwiebler: 13-15 / 15-3 / 15-4
- Leonard Holvy de Pauw –  Eric Pang: 15-8 / 8-15 / 15-11
- Kasper Ødum –  Leonard Holvy de Pauw: 15-6 / 15-9

## Dameneinzel Qualifikation
- Stefanie Struschka –  Laura Choinet: 11-9 / 11-5
- Sabrina Jaquet –  Kim Buss: 11-8 / 11-6
- Ikue Tatani –  Mona Reich: 11-2 / 11-3
- Carola Bott –  Claudine Barnig: 11-2 / 11-4
- Fumi Iwawaki –  Johanna Goliszewski: 11-10 / 11-0
- Atu Rosalina –  Eva Schneider: 11-1 / 11-0
- Corinne Jörg –  Stefanie Arns: 11-4 / 11-0
- Elisa Chanteur –  Neele Voigt: 11-6 / 11-3
- Olga Konon –  Stefanie Schäfer: 11-3 / 11-1
- Monika Fischer –  Tamara Teuber: 11-5 / 11-6
- Kaori Imabeppu –  Yash Kumar: w.o.
- Eva Mayer –  Ruth Kilkenny: 11-2 / 11-5
- Sabrina Hauck –  Nikoleta Pliaka: w.o.
- Miriam Mross –  Astrid Hoffmann: 11-7 / 11-7
- Elin Bergblom –  Aline Decker: 11-3 / 11-2
- Stefanie Struschka –  Janet Köhler: 8-11 / 11-4 / 11-8
- Ikue Tatani –  Sabrina Jaquet: 11-4 / 11-5
- Fumi Iwawaki –  Carola Bott: 4-11 / 11-9 / 11-8
- Atu Rosalina –  Corinne Jörg: 11-0 / 11-2
- Olga Konon –  Elisa Chanteur: 11-4 / 11-7
- Kaori Imabeppu –  Monika Fischer: 11-4 / 11-4
- Eva Mayer –  Sabrina Hauck: 11-3 / 11-6
- Elin Bergblom –  Miriam Mross: 11-7 / 11-0
- Ikue Tatani –  Stefanie Struschka: 11-6 / 11-1
- Atu Rosalina –  Fumi Iwawaki: 11-2 / 11-8
- Kaori Imabeppu –  Olga Konon: 8-11 / 11-0 / 11-3
- Elin Bergblom –  Eva Mayer: 11-2 / 11-6

## Dameneinzel
- Xu Huaiwen –  Maja Tvrdy: 11-3 / 11-3
- Elena Nozdran –  Kaori Imabeppu: 11-7 / 11-6
- Anna Lartchenko Fischer –  Sutheaswari Mudukasan: w.o.
- Camilla Sørensen –  Cristina Aicardi: 11-0 / 11-1
- Anna Rice –  Atu Rosalina: 11-2 / 3-11 / 11-3
- Katja Michalowsky –  Linda Zechiri: 13-11 / 11-3
- Petra Overzier –  Rachel Hindley: 11-1 / 11-2
- Rachel van Cutsen –  Nathalie Descamps: 11-7 / 11-8
- Ikue Tatani –  Mie Schjøtt-Kristensen: 11-2 / 9-11 / 11-4
- Juliane Schenk –  Valérie Loker: 11-2 / 11-4
- Larisa Griga –  Clare Flood: 11-4 / 11-1
- Elizabeth Cann –  Karin Schnaase: 11-6 / 10-13 / 11-9
- Nicole Grether –  Elin Bergblom: 11-6 / 4-11 / 11-9
- Rebecca Bellingham –  Weny Rasidi: 4-11 / 11-4 / 8-7
- Sara Persson –  Valeria Rivero: 11-1 / 11-1
- Xing Aiying –  Jeanine Cicognini: 11-5 / 13-11
- Xu Huaiwen –  Elena Nozdran: 11-0 / 11-2
- Camilla Sørensen –  Anna Lartchenko Fischer: 11-6 / 12-13 / 11-7
- Katja Michalowsky –  Anna Rice: 11-8 / 11-9
- Petra Overzier –  Rachel van Cutsen: 11-9 / 6-11 / 11-0
- Ikue Tatani –  Juliane Schenk: 5-11 / 11-9 / 11-4
- Larisa Griga –  Elizabeth Cann: 11-7 / 11-5
- Nicole Grether –  Rebecca Bellingham: 11-5 / 11-13 / 11-4
- Xing Aiying –  Sara Persson: 13-12 / 11-0
- Xu Huaiwen –  Camilla Sørensen: 11-2 / 11-6
- Petra Overzier –  Katja Michalowsky: 11-2 / 11-2
- Ikue Tatani –  Larisa Griga: 5-11 / 11-3 / 11-5
- Xing Aiying –  Nicole Grether: 7-11 / 11-8 / 11-5
- Xu Huaiwen –  Petra Overzier: 11-6 / 11-6
- Xing Aiying –  Ikue Tatani: 11-7 / 10-13 / 11-8
- Xu Huaiwen –  Xing Aiying: 11-3 / 11-2

## Herrendoppel Qualifikation
- Toni Gerasch /  Jan Sören Schulz –  Hannes Käsbauer /  Oliver Roth: 10-15 / 15-8 / 15-8
- Keisuke Kawaguchi /  Katsuhito Sakurai –  Michael Cassel /  Sebastian Kreibich: w.o.
- Peter Käsbauer /  Lukas Schmidt –  Jens Janisch /  Georgios Konstantopoulos: 15-3 / 15-7
- Andreas Dankert /  Jan Schwarz –  Radek Pistulka /  Durva Gupta: w.o.
- Marco Fux /  Yohannes Hogianto –  Matthias Becker /  Sebastian Rduch: 15-6 / 15-12
- Rasmus Bonde /  Kasper Faust Henriksen –  Toni Gerasch /  Jan Sören Schulz: 15-17 / 15-7 / 15-7
- Keisuke Kawaguchi /  Katsuhito Sakurai –  Peter Käsbauer /  Lukas Schmidt: 15-12 / 15-8
- Marco Fux /  Yohannes Hogianto –  Andreas Dankert /  Jan Schwarz: 15-2 / 15-6

## Herrendoppel
- John Gordon /  Daniel Shirley –  Olivier Fossy /  Simon Maunoury: 15-8 / 15-2
- Daniel Glaser /  Joakim Hansson –  Eddeeza Saha /  Fredyno Saha: 15-6 / 15-7
- Roman Spitko /  Michael Fuchs –  Michael Andrey /  Christian Bösiger: 15-9 / 15-4
- Sven Eric Kastens /  Marcel Reuter –  Marco Fux /  Yohannes Hogianto: 15-1 / 15-8
- Mike Beres /  William Milroy –  Johannes Schöttler /  Tim Dettmann: 17-14 / 9-15 / 15-7
- Jürgen Wouters /  Ruud Bosch –  Lionel Warnotte /  David Jaco: 15-9 / 15-5
- Rasmus Bonde /  Kasper Faust Henriksen –  Mihail Popov /  Svetoslav Stoyanov: 15-17 / 15-12 / 15-13
- Andrey Konakh /  Alexandr Russkikh –  Joachim Tesche /  Thomas Tesche: 15-11 / 15-11
- Baptiste Carême /  Matthieu Lo Ying Ping –  Arnd Vetters /  Franklin Wahab: 15-6 / 15-11
- Tony Gunawan /  Halim Haryanto –  Jorrit de Ruiter /  Koen Ridder: 15-5 / 15-5
- Krasimir Jankov /  Radoslav Simeonov –  Daniel Benz /  Felix Schoppmann: 15-17 / 15-11 / 15-2
- Frédéric Mawet /  Wouter Claes –  David Papendick /  Matthias Kuchenbecker: 15-3 / 15-8
- Søren Frandsen /  Rasmus Andersen –  Scott Evans /  Brian Smyth: 15-1 / 15-3
- Erwin Kehlhoffner /  Thomas Quéré –  Stephan Löll /  Hendrik Westermeyer: 15-12 / 15-9
- Imanuel Hirschfeld /  George Rimarcdi –  Keisuke Kawaguchi /  Katsuhito Sakurai: 15-8 / 11-15 / 15-13
- Kristof Hopp /  Ingo Kindervater –  Elie Balligand /  Frederic Gaspard: 15-1 / 15-2
- John Gordon /  Daniel Shirley –  Daniel Glaser /  Joakim Hansson: 15-13 / 15-6
- Roman Spitko /  Michael Fuchs –  Sven Eric Kastens /  Marcel Reuter: 15-5 / 15-3
- Mike Beres /  William Milroy –  Jürgen Wouters /  Ruud Bosch: 15-6 / 15-5
- Rasmus Bonde /  Kasper Faust Henriksen –  Andrey Konakh /  Alexandr Russkikh: 12-15 / 15-9 / 15-12
- Tony Gunawan /  Halim Haryanto –  Baptiste Carême /  Matthieu Lo Ying Ping: 15-0 / 15-4
- Frédéric Mawet /  Wouter Claes –  Krasimir Jankov /  Radoslav Simeonov: 15-10 / 9-15 / 15-3
- Søren Frandsen /  Rasmus Andersen –  Erwin Kehlhoffner /  Thomas Quéré: 15-8 / 15-7
- Kristof Hopp /  Ingo Kindervater –  Imanuel Hirschfeld /  George Rimarcdi: 15-10 / 15-11
- Roman Spitko /  Michael Fuchs –  John Gordon /  Daniel Shirley: 13-15 / 15-6 / 15-10
- Mike Beres /  William Milroy –  Rasmus Bonde /  Kasper Faust Henriksen: 14-17 / 15-8 / 15-3
- Tony Gunawan /  Halim Haryanto –  Frédéric Mawet /  Wouter Claes: 15-5 / 15-9
- Kristof Hopp /  Ingo Kindervater –  Søren Frandsen /  Rasmus Andersen: 15-0 / 15-5
- Mike Beres /  William Milroy –  Roman Spitko /  Michael Fuchs: 15-4 / 15-13
- Tony Gunawan /  Halim Haryanto –  Kristof Hopp /  Ingo Kindervater: 15-7 / 15-4
- Tony Gunawan /  Halim Haryanto –  Mike Beres /  William Milroy: 15-3 / 15-6

## Damendoppel
- Johanna Persson /  Elin Bergblom –  Eva Mayer /  Neele Voigt: 15-4 / 15-4
- Sabrina Jaquet /  Corinne Jörg –  Johanna Goliszewski /  Stefanie Struschka: 17-15 / 15-3
- Sandra Marinello /  Kathrin Piotrowski –  Elisa Chanteur /  Elodie Eymard: 17-16 / 15-8
- Rebecca Bellingham /  Rachel Hindley –  Astrid Hoffmann /  Janet Köhler: 15-9 / 15-10
- Matsudo Shizuka /  Seiko Yamada –  Carola Bott /  Karin Schnaase: 17-14 / 15-6
- Rachel van Cutsen /  Paulien van Dooremalen –  Stefanie Arns /  Laura Ufermann: 15-5 / 10-15 / 15-4
- Christinna Pedersen /  Line Reimers –  Kim Buss /  Monja Giebmanns: 15-13 / 15-6
- Nicole Gordon /  Sara Runesten-Petersen –  Aline Decker /  Eva Schneider: 15-5 / 15-0
- Larisa Griga /  Elena Nozdran –  Gitte Köhler /  Annekatrin Lillie: 13-15 / 15-4 / 15-11
- Ikue Tatani /  Aya Wakisaka –  Sabrina Hauck /  Stefanie Schäfer: 15-3 / 15-0
- Birgit Overzier /  Michaela Peiffer –  Bing Huang /  Ruth Kilkenny: 15-2 / 15-4
- Julia Schmidt /  Tamara Teuber –  Cristina Aicardi /  Valeria Rivero: 15-6 / 15-13
- Caren Hückstädt /  Carina Mette –  Huwaina Razi /  Cynthia Tuwankotta: 15-7 / 15-7
- Neli Boteva /  Katja Michalowsky –  Lindsay Smith /  Tammy Sun: 15-6 / 15-6
- Nicole Grether /  Juliane Schenk –  Johanna Persson /  Elin Bergblom: 15-9 / 11-15 / 15-9
- Sandra Marinello /  Kathrin Piotrowski –  Sabrina Jaquet /  Corinne Jörg: 15-3 / 15-3
- Matsudo Shizuka /  Seiko Yamada –  Rebecca Bellingham /  Rachel Hindley: 15-13 / 15-2
- Christinna Pedersen /  Line Reimers –  Rachel van Cutsen /  Paulien van Dooremalen: 15-2 / 15-4
- Nicole Gordon /  Sara Runesten-Petersen –  Larisa Griga /  Elena Nozdran: 15-4 / 15-9
- Ikue Tatani /  Aya Wakisaka –  Birgit Overzier /  Michaela Peiffer: 15-6 / 15-5
- Caren Hückstädt /  Carina Mette –  Julia Schmidt /  Tamara Teuber: 15-5 / 15-12
- Chor Hooi Yee /  Lim Pek Siah –  Neli Boteva /  Katja Michalowsky: 5-15 / 15-9 / 15-8
- Nicole Grether /  Juliane Schenk –  Sandra Marinello /  Kathrin Piotrowski: 15-10 / 8-5
- Matsudo Shizuka /  Seiko Yamada –  Christinna Pedersen /  Line Reimers: 15-10 / 15-7
- Ikue Tatani /  Aya Wakisaka –  Nicole Gordon /  Sara Runesten-Petersen: 15-8 / 15-5
- Chor Hooi Yee /  Lim Pek Siah –  Caren Hückstädt /  Carina Mette: 15-2 / 15-9
- Nicole Grether /  Juliane Schenk –  Matsudo Shizuka /  Seiko Yamada: 15-9 / 2-15 / 15-13
- Ikue Tatani /  Aya Wakisaka –  Chor Hooi Yee /  Lim Pek Siah: 15-10 / 15-4
- Nicole Grether /  Juliane Schenk –  Ikue Tatani /  Aya Wakisaka: w.o.

## Mixed Qualifikation
- Jan Vondra /  Stefanie Arns –  Oliver Roth /  Julia Schmidt: 15-5 / 12-15 / 15-11
- Yusuke Shinkai /  Fumi Iwawaki –  Sebastian Rduch /  Mona Reich: 15-6 / 15-10
- Peter Käsbauer /  Neele Voigt –  Tim Zander /  Karin Schnaase: w.o.
- Franklin Wahab /  Neli Boteva –  Julien Tchoryk /  Laura Choinet: 15-11 / 15-6
- Katsuhito Sakurai /  Seiko Yamada –  Hendrik Westermeyer /  Miriam Mross: 3-15 / 15-3 / 15-11
- Yohannes Hogianto /  Huwaina Razi –  Hannes Käsbauer /  Tamara Teuber: 15-13 / 11-15 / 15-3
- Rasmus Bonde /  Christinna Pedersen –  Stephan Löll /  Laura Ufermann: 15-8 / 15-9
- Keisuke Kawaguchi /  Shizuka Matsuo –  Philipp Knoll /  Monja Giebmanns: 15-9 / 15-9
- Yusuke Shinkai /  Fumi Iwawaki –  Jan Vondra /  Stefanie Arns: 4-15 / 15-13 / 15-10
- Franklin Wahab /  Neli Boteva –  Peter Käsbauer /  Neele Voigt: 15-4 / 17-16
- Katsuhito Sakurai /  Seiko Yamada –  Yohannes Hogianto /  Huwaina Razi: 15-6 / 15-8
- Rasmus Bonde /  Christinna Pedersen –  Keisuke Kawaguchi /  Shizuka Matsuo: 15-10 / 15-8

## Mixed
- Daniel Shirley /  Sara Runesten-Petersen –  Arnd Vetters /  Stefanie Struschka: 15-7 / 15-2
- Søren Frandsen /  Line Reimers –  Jan Sören Schulz /  Michaela Peiffer: 15-5 / 15-12
- Ingo Kindervater /  Kathrin Piotrowski –  Greg Bury /  Lindsay Smith: 15-8 / 15-8
- Katsuhito Sakurai /  Seiko Yamada –  Thomas Quéré /  Elisa Chanteur: 15-6 / 15-5
- Mike Beres /  Valérie Loker –  Wouter Claes /  Nathalie Descamps: 17-15 / 15-4
- Andrey Konakh /  Olga Konon –  Dieter Domke /  Katja Michalowsky: 15-7 / 13-15 / 15-12
- Johannes Schöttler /  Gitte Köhler –  Donal O’Halloran /  Bing Huang: 16-17 / 15-3 / 17-15
- Rasmus Bonde /  Christinna Pedersen –  Daniel Benz /  Janet Köhler: 15-6 / 15-5
- Toni Gerasch /  Astrid Hoffmann –  Stanislav Kohoutek /  Sabrina Hauck: 15-12 / 11-15 / 15-10
- Michael Fuchs /  Sandra Marinello –  Franklin Wahab /  Neli Boteva: 15-2 / 15-7
- Jürgen Wouters /  Paulien van Dooremalen –  Andrés Corpancho /  Valeria Rivero: 15-8 / 12-15 / 15-4
- William Milroy /  Tammy Sun –  Tim Dettmann /  Annekatrin Lillie: 15-10 / 15-5
- Christian Bösiger /  Monika Fischer –  Brian Smyth /  Ruth Kilkenny: 15-8 / 9-15 / 15-7
- Vladislav Druzchenko /  Johanna Persson –  Kristof Hopp /  Birgit Overzier: 10-15 / 15-6 / 15-7
- Yusuke Shinkai /  Fumi Iwawaki –  Baptiste Carême /  Elodie Eymard: 15-8 / 15-5
- Jacob Chemnitz /  Julie Houmann –  Roman Spitko /  Carina Mette: 15-11 / 15-12
- Daniel Shirley /  Sara Runesten-Petersen –  Søren Frandsen /  Line Reimers: 15-7 / 16-17 / 15-7
- Ingo Kindervater /  Kathrin Piotrowski –  Katsuhito Sakurai /  Seiko Yamada: 15-5 / 15-2
- Mike Beres /  Valérie Loker –  Andrey Konakh /  Olga Konon: 6-15 / 17-14 / 15-12
- Rasmus Bonde /  Christinna Pedersen –  Johannes Schöttler /  Gitte Köhler: 15-2 / 15-11
- Michael Fuchs /  Sandra Marinello –  Toni Gerasch /  Astrid Hoffmann: 15-2 / 15-4
- William Milroy /  Tammy Sun –  Jürgen Wouters /  Paulien van Dooremalen: 15-12 / 15-11
- Vladislav Druzchenko /  Johanna Persson –  Christian Bösiger /  Monika Fischer: 15-10 / 15-4
- Jacob Chemnitz /  Julie Houmann –  Yusuke Shinkai /  Fumi Iwawaki: 15-4 / 15-7
- Daniel Shirley /  Sara Runesten-Petersen –  Ingo Kindervater /  Kathrin Piotrowski: 15-6 / 15-8
- Rasmus Bonde /  Christinna Pedersen –  Mike Beres /  Valérie Loker: 15-2 / 15-7
- William Milroy /  Tammy Sun –  Michael Fuchs /  Sandra Marinello: 11-15 / 15-5 / 15-8
- Vladislav Druzchenko /  Johanna Persson –  Jacob Chemnitz /  Julie Houmann: 15-8 / 15-2
- Daniel Shirley /  Sara Runesten-Petersen –  Rasmus Bonde /  Christinna Pedersen: 15-9 / 15-3
- Vladislav Druzchenko /  Johanna Persson –  William Milroy /  Tammy Sun: 15-11 / 15-13
- Vladislav Druzchenko /  Johanna Persson –  Daniel Shirley /  Sara Runesten-Petersen: 15-11 / 11-15 / 15-6